# Irena Pelczarska
Irena Pelczarska (ur. 19 lutego 1911 w Krakowie, zm. 3 czerwca 1990 we Lwowie) – doktor medycyny, harcmistrzyni, polska działaczka społeczna i charytatywna, przewodnicząca komitetu parafialnego Katedry Lwowskiej. 
W 1919 r. zamieszkała na stałe we Lwowie. W 1934 r. ukończyła studia medyczne na Uniwersytecie Jana Kazimierza, a w 1938 r. obroniła doktorat i podjęła pracę jako asystentka w klinikach uniwersyteckich. Pracowała też jako lekarz szkolny. Opiekę nad chorymi traktowała jako powołanie, angażując się w czasie okupacji sowieckiej i niemieckiej w działalność charytatywną. Była także harcmistrzynią Lwowskiej Chorągwi Harcerek. Prowadziła konspiracyjne kursy szkoleniowe i organizowała punkty sanitarne nie tylko we Lwowie, ale i w Przemyślu, Jarosławiu i Stryju, przygotowując harcerki do akcji "Burza". Po II wojnie światowej, mimo represji sowieckich wobec Polaków, którzy nie chcieli wyjeżdżać z Kresów Wschodnich, pozostała we Lwowie. Pracowała jako lekarz w klinice przeciwgruźliczej. Nadal też podejmowała wobec posługę wśród biednych, wyjeżdżając także poza miasto m.in. do Złoczowa. Współpracowała w tym zakresie z dr. Henrykiem Mosingiem, którego poznała w czasie studiów. 
Jej dom przy ul. Snopkowskiej, który dzieliła wspólnie z przyjaciółkami Marią Skierską i Janiną Sosabowską (siostrą gen. Stanisława Sosabowskiego) stał się przystanią dla Polaków powracających z zesłania na Syberię i do Kazachstanu. Był też miejscem spotkań polskiej inteligencji oraz gości z Polski, głównie pracowników naukowych, którzy ze względu swoje badania przybywali do lwowskich archiwów i bibliotek. Dom ten nazywano żartobliwie "Strasznym Dworem", a jej mieszkanki "paniami ze Snopkowskiej". 
Irena Pękalska angażowała się w też życie dwóch rzymskokatolickich parafii, które po 1945 r. pozostały otwarte we Lwowie. Do 1962 r. była członkinią komitetu parafialnego kościoła św. Marii Magdaleny. W 1974 r.  została przewodniczącą komitetu parafialnego Katedry Lwowskiej. W bardzo trudnych warunkach doprowadziła do restauracji świątyni, w tym jej fresków, wydobytych spod tynków. Poczyniła także starania w Kijowie, Moskwie i Rydze, aby w katedrze zarejestrowano jako drugiego kapłana (wymagało to zgody nie tylko władz kościelnych, ale i państwowych). Jako lekarz otaczała opieką starych księży i parafian.
Pochowana została na Cmentarzu Łyczakowskim w grobowcu rodziny Krebsów. 